# Hypsiboas multifasciatus
Hypsiboas multifasciatus là một loài ếch trong họ Nhái bén.
Nó được tìm thấy ở Brasil, Guyane thuộc Pháp, Guyana, Suriname, và Venezuela.
Các môi trường sống tự nhiên của chúng là các khu rừng khô nhiệt đới hoặc cận nhiệt đới, rừng ẩm đất thấp nhiệt đới hoặc cận nhiệt đới, xavan ẩm, sông, hồ nước ngọt, đầm nước ngọt, vùng đồng cỏ, vườn nông thôn, các khu rừng trước đây bị suy thoái nặng nề, và kênh đào và mương rãnh.